# Aga me
AGA_ME — московское инструментальное трио. Учитывая различия музыкальных предпочтений участников группы, трудно привязать играемую ими музыку к определённому жанру. Для музыки этого коллектива характерно тяжелое звучание, сложные аранжировки, сбитые ритмы.
Исключительной стороной музыки AGA_ME является их необычная для альтернативного метала позитивная философская концепция. Рассказывая о своей музыке, участники группы стремятся доказать, что звук, извлекаемый из музыкального инструмента, может нести в себе гораздо большую смысловую нагрузку, чем более доступные человеческому пониманию слова. На языке музыки, который допускает вольную трактовку смысла и позволяет фантазии слушателя свободно рисовать своё видение композиции, AGA_ME рассказывают свои «истории».
Музыка этой группы сочетает в себе элементы инди-рока и альтернативного метала. На данный момент коллектив выпустил две пластинки: «World Without Words» EP 2007 и «Professor» LP 2008. В 2009 году проект AGA_ME был закрыт.

## История
Группа AGA_ME образована в Москве весной 2005 года тремя музыкантами, прежде работавшими с другими проектами. На тот момент коллектив состоял из гитариста Кирилла Богданова, бас-гитариста Анатолия Токарского и ударника Алексея Галанова.
До участия в AGA_ME Кирилл был гитаристом нашумевшей нижегородской группы «Метампси». Анатолий покинул московский проект «Радио свободного Альбемута», хотя ранее, как и Кирилл, жил в Нижегородской области. Барабанщик Алексей родом из Мурманска.

### Дебют
Знакомство музыкантов произошло по случайному стечению обстоятельств. Проведя лето 2005 года на репетиционной точке в работе над дебютным материалом, участники группы познакомились с начинающей вокалисткой Екатериной Паскал, и пригласили её в коллектив. Дебютное выступление состоялось с её участием в эфире телеканала «О2». В дальнейшем, до середины 2006 года, AGA_ME являлись квартетом и записали такие композиции как «Intro», «Бесцельно», «Смеяться» и «Тень». Записи были сделаны на студии «FM Division» со звукорежиссёром Андреем Метелиным. Группа приняла участие в ряде фестивалей для начинающих музыкантов, хотя уровень их игры был заметно выше, чем у новичков, ведь все участники группы имели солидный музыкальный опыт.

### Альбом «World Without Words»
Осенью 2006 года Екатерина Паскал покидает группу, и AGA_ME становятся трио. Первый концерт в инструментальном составе состоялся в московском клубе «Tabula Rasa». В ноябре группа принимает участие в международном музыкальном конкурсе «GBOB», и остаётся очень недовольна работой отдельных членов жюри. Далее следует эфир на радио «Культура» в гостях у Михаила Антонова. В рамках программы «Лаборатория» музыканты рассказывают о себе, о своей музыке, и знакомят слушателей со своим творчеством. К тому времени уже записана композиция «Hugo!», посвящённая президенту Венесуэлы Уго Чавесу, а также такие композиции как «Fly Over», «The Last Boyscout» и «Outro». Наряду с композицией «Intro», записанной ранее, они были выпущены в 2007 году на диске «World Without Words» ограниченным тиражом. В конце 2006 года в эфире радио «Культура» звучит новогоднее поздравление от AGA_ME и «праздничная» версия композиции «Fly Over». Также группа играет музыкальное сопровождение к немому кино 20-х годов в небезызвестном московском кинотеатре «Мир искусства».
В феврале 2007 года группа едет в Нижний Новгород, чтобы принять участие в презентации молодежного журнала «FACTORY 52» и выставке фотографа Александра Фомина. Почти сразу после этого в московском клубе «Жесть» AGA_ME презентуют свою дебютную пластинку «World Without Words», а также два скромных видеоклипа, сделанных с помощью фотоматериалов. Первый из них называется «Looking For A Friend», и его можно увидеть и сейчас на официальном сайте группы. В его основу легла трогательная история о путешествии плюшевого медвежонка по большому городу. Второй назывался «Fly Over» и был, по сути, ностальгическим рассказом о группе и её друзьях. В оформлении пластинки были использованы материалы фотографа Нины Ай-Айрян. В то же время группа перестает вести переговоры с выпускающим лейблом «Figurestatic», отказавшимся от договоренностей и тем самым чуть не сорвавшим презентацию диска.
Немногим позже, AGA_ME выступают в клубе «Пироги за стеклом», где знакомятся с известными питерскими инструментальщиками «Skafandr». Вскоре по их приглашению AGA_ME едут в Санкт-Петербург, чтобы принять участие в концерте по случаю дня рождения коллектива «Skafandr», и играют кавер-версию одной из композиций «хозяев». Вернувшись в Москву, AGA_ME принимают участие в фестивале независимой музыки «Stop The Silence!», куда в качестве хедлайнеров приглашены иностранные группы «The Robocop Craus» и «Sounds Like Violence». Также выступают такие коллективы как «Silence Kit», «Punk TV», «Foojitsu» и другие представители московской инди-сцены. Далее следует прощальный вечер по случаю закрытия клуба «Пироги за стеклом» и музыкального сезона 2006/2007.

### Альбом «Professor»
Летом AGA_ME готовят материал для полноценной пластинки, рабочее шуточное название которой — «Нытье, BDSM и куча свободного времени». На студии «FM Division» записаны композиции «Fantasy», «Punk-Rock», «Turn Off The Radio» и "Warning: ".
Осенью 2007 года группа едет с концертами в Самару и Тольятти, а по возвращении готовится к презентации диска.
Полноценный материал превратился в историю о конфронтации молодой и красивой девушки с внешним миром. Диск получил название «Professor», а воплощением образа девушки-профессора стала фотомодель Анастасия Козлова, чей портрет можно увидеть на обложке диска. Диск был презентован в январе 2008 года в московском клубе «Podмосковье», а вместе с ним небольшой видеоролик о группе под названием «Theme Of Professor», который можно увидеть на сайте коллектива.
Небольшой тур в рамках презентации диска захватил такие города, как Киев, Санкт-Петербург и Самара. В июне 2008 года «Professor» был представлен широкой аудитории радиослушателей в эфире FM-станции «Звезда», а затем состоялся дебютный концерт за границей — в столице Финляндии Хельсинки.

### Проект закрыт
В августе 2008 года в составе группы происходят небольшие изменения. AGA_ME расстаются с бас-гитаристом Анатолием Токарским, и уже с новым членом коллектива, Андреем Сотниковым, готовят свежую концертную программу и запись второй полноценной пластинки.
Однако, в феврале 2009 года проект объявляется закрытым.

### Итоги
За все прошедшее время музыканты успели зарекомендовать себя и как отъявленные панк-рокеры из-за невероятной энергичности на сцене и смелых взглядов на современные вопросы, и в качестве неисправимых романтиков, в виду фантазий и мечтаний, воплощённых в музыке.
Постоянно поддерживая общение с публикой, и пытаясь изменить отношение к инструментальной музыке и взгляду на мир в целом, участники AGA_ME способствуют поддержанию дружеской и уютной атмосферы во время выступлений, несмотря на жёсткую подачу играемой музыки.
Можно смело утверждать, что это один из самых интересных и неоднозначных проектов в сфере московского инструментального рока.

## Состав
- Кирилл Богданов — гитара
- Андрей Сотников — бас-гитара
- Алексей Галанов — ударные

## Дискография
- World Without Words, EP (2007)
- Professor, (2008)

## Упоминания в прессе
- Rolling Stone (недоступная ссылка)
- Eatme
- Samlife
- Musiclook
- A-One (недоступная ссылка)
- Timeout (недоступная ссылка)
- Podzemka (недоступная ссылка)
- Avant Music